# Dumas Mora
Dumas Heraldo Mora Montesdeoca fue un amorfinero, ícono de la poesía popular de Ecuador. Se destacó por cultivar la poesía popular de Ecuador y la cultura montuvia. Fue nombrado el Juglar Popular de Ecuador.

## Reseña biográfica
Nació en Calceta, provincia de Manabí, en 1930. Según su testimonio, su padre era campesino, al igual que su madre. Vivió recorriendo Ecuador con su tradicional forma de ser, llevando la cultura montuvia y manteniendo las tradiciones. Siempre traía una alforja de frutas, cantimplora, sombreros de zapán, es decir corteza seca de banano. Su esposa se llamaba Mercedes María con quien tuvo nueve hijos.
Dedicó su vida al desarrollo de los amorfinos, esta tradición ecuatoriana antigua que se remonta al siglo XVIII con la que cutlivaban las coplas de distintas métricas. Posteriormente fueron musicalizados y se convirtieron en uno de los géneros musicales más importantes de Ecuador. La habilidad de Dumas Mora para improvisar amorfinos le hizo famoso, por lo que fue apodado "El Poeta del Carrizal". 
Fue autodidacta, aunque fue a la escuela nunca se inscribió ni hacía los deberes. Prefería leer por su cuenta en las bibliotecas a autores como Plutarco, Séneca, Voltaire, Rosseau y Cicerón. Desarrolló una filosofía que expresaba la sabiduría popular y lo articulaba frecuentemente en amorfinos que conforman cerca de 10 mil versos que aún están siendo catalogados y editados.